# 23042 Креґпітерс
23042 Креґпітерс (23042 Craigpeters) — астероїд головного поясу, відкритий 6 грудня 1999 року.
Тіссеранів параметр щодо Юпітера — 3,227.